# José Varacka
José Varacka (Buenos Aires, Argentina; 27 de mayo de 1932-ibídem, 22 de octubre de 2018) fue un futbolista y director técnico de fútbol argentino, considerado uno de los mejores mediocampistas centrales de la historia del fútbol argentino.

## Biografía

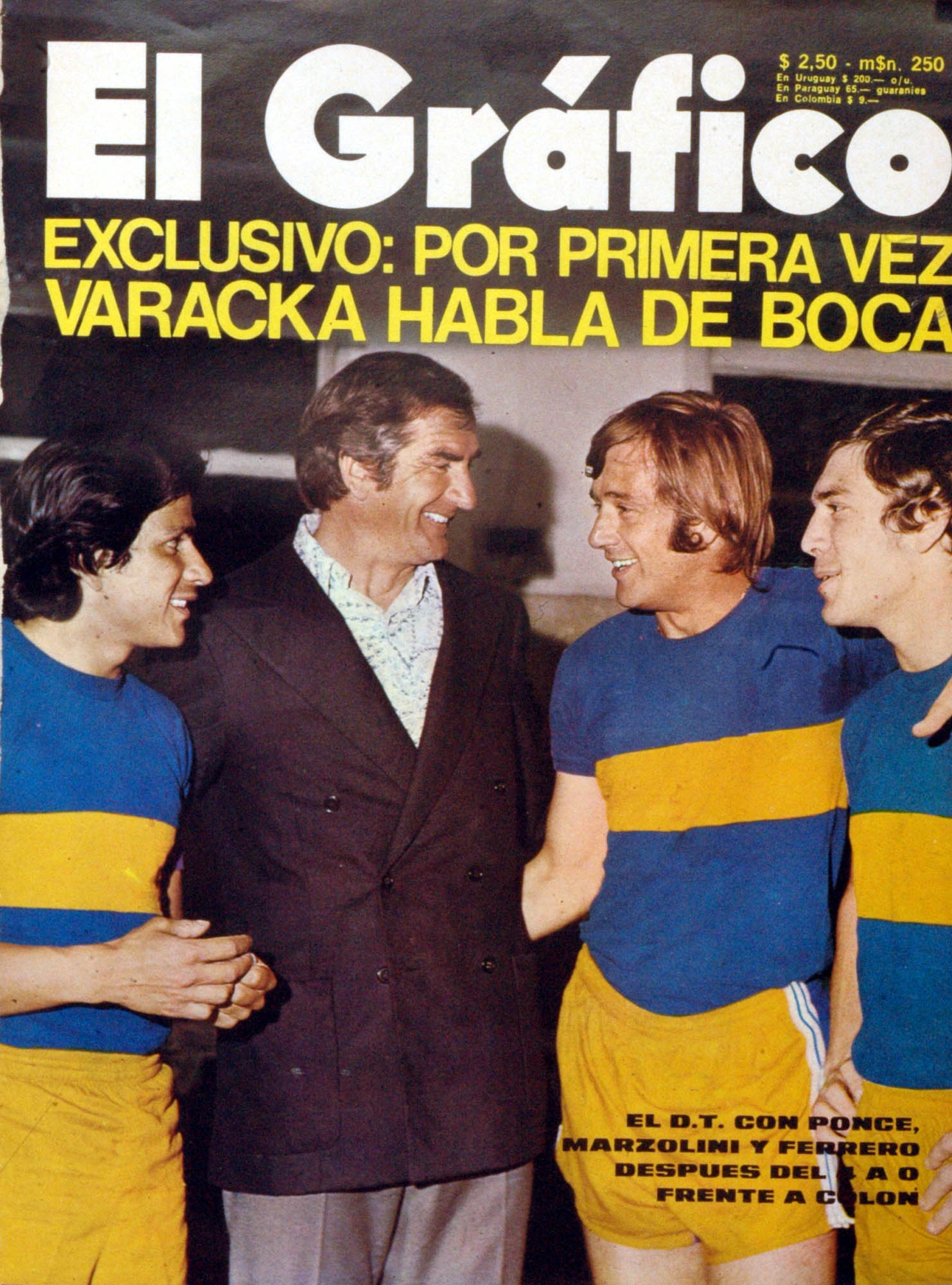
Varacka (de traje) junto a Marzolini, Ponce y Ferrero en 1972

Varacka comenzó su carrera en Independiente de Avellaneda en 1952, jugando de volante central. Jugó en Independiente hasta 1960, año en el que fue transferido a River Plate. En Independiente jugó 202 partidos, convirtiendo dos goles.
En 1960 fichó para River Plate, club que pagó 2 500 000 pesos, considerados una suma exorbitante para la época. En River jugó durante seis años un total de 146 partidos. En River también jugó por la izquierda y terminó jugando unos metros más atrasado, como defensor central. En 1962 tuvo un gran desempeño, siendo considerado uno de los "jugadores del año." Dos años más tarde formó parte de la selección argentina que ganó en Brasil la Copa de las Naciones. Luego de terminar subcampeón cuatro veces, en 1966 pasó a San Lorenzo de Almagro, donde jugó solamente 17 partidos. En 1967 emigra hacia el Colo-Colo de Chile, contratado como refuerzo para un torneo internacional, cinco partidos en época veraniega, alcanzando a jugar solo un tiempo (45 minutos), siendo ese su total paso por Colo-Colo. Posteriormente terminó su carrera como futbolista en 1968, jugando para el Miraflores de Perú.
Fue un jugador recio, con mucha personalidad y de gran elegancia con la pelota. Fue una presencia indiscutida en la selección argentina desde 1956 hasta 1966. En esa época participó en la Copa Mundial de Fútbol de 1958 en Suecia, donde jugó de titular todos los partidos, y en la Copa Mundial de 1966 en Inglaterra. Jugó la Copa América de 1956 y 1959. También participó en la Copa de las Naciones, disputada en Brasil en 1964.
Fue director técnico de varios equipos de fútbol. Empezó en 1968 dirigiendo a Gimnasia y Esgrima La Plata, formando un equipo que fue conocido como La Barredora. En 1972 llegó a Boca Juniors para pasar luego por Argentinos Juniors, Junior de Barranquilla, Huracán, Atlanta, River Plate y Millonarios. En Colombia tuvo su mejor producción como director técnico, ganando dos títulos de liga con el Junior de Barranquilla, en 1977 y 1980. Junto con su excompañero en River Vladislao Cap, conformó el cuerpo técnico del equipo de la selección argentina que disputó la Copa Mundial de Fútbol de 1974 en Alemania.

## Palmarés

#### Copas internacionales
| Título                  | Club                | País       | Año  |
| ----------------------- | ------------------- | ---------- | ---- |
| Copa América            | Selección Argentina | Argentina  | 1959 |
| Campeonato Panamericano | Selección Argentina | Costa Rica | 1960 |
| Copa de las Naciones    | Selección Argentina | Brasil     | 1964 |